# Not Gon' Cry
Singles de Mary J. Blige
(You Make Me Feel Like) A Natural Woman
(1996) All That I Got Is You
(1996)
Not Gon' Cry est une chanson de l'artiste américaine Mary J. Blige issue de la bande originale Waiting to Exhale: Original Soundtrack Album. Elle sort en single le 23 janvier 1996 sous le label Arista Records.

## Performance dans les hits-parades
| Classement (1996)              | Meilleure position |
| ------------------------------ | ------------------ |
| Nouvelle-Zélande (RMNZ)        | 12                 |
| Royaume-Uni (UK Singles Chart) | 39                 |
| États-Unis (Hot 100)           | 2                  |
| États-Unis (R&B/Hip-Hop Songs) | 1                  |